# Елеосвящение
Елеосвяще́ние, также собо́рование — одно из семи таинств Православной и Католической церквей, заключающееся в помазании тела освящённым елеем (отсюда и название таинства).
По мнению этих церквей, таинство елеосвящения имеет евангельское происхождение и было установлено Иисусом Христом. В 6-й главе Евангелия от Марка написано: «Призвав двенадцать, начал Христос посылать их по два, дав им власть над нечистыми духами. <…> Они пошли и проповедовали покаяние, изгоняли многих бесов и многих больных мазали маслом и исцеляли».
Апостол Иаков в Соборном послании так изложил суть таинства:

Болен ли кто из вас, пусть призовёт пресвитеров Церкви, и пусть помолятся над ним, помазав его елеем во имя Господне. И молитва веры исцелит болящего, и восставит его Господь; и если он соделал грехи, простятся ему.
Архиепископ Фессалоникийский Симеон о святом елее писал: для выздоровления больных

Святой елей, как священнодействие и образ Божественной милости, дан Богом во очищение и освящение для тех, кто хочет избавиться от грехов. Поэтому святой елей и оставление грехов дарует, и болезни исцеляет, и присутствует в освящении. Всё это дал нам Иисус Христос и передали нам, по воле Его, божественные Его ученики. Поскольку природа наша двойственна: мы состоим из души и тела, постольку и священнодействия, которые Он нам даровал, имеют две стороны. И Сам Он сделался для нас двояким, пребывая истинным Богом и сделавшись истинным человеком. Точно так же Он благодатью Святого Духа освящает наши души, а чувственными же водой, и елеем, и хлебом, и чашей, и всем прочим, что освящается Духом, освящает тела наши и дарует нам всесовершенное спасение.

Елеосвящение совершается священниками или архиереями.

## Условия совершения елеосвящения
Елеосвящение можно совершать только над верующими, находящимися в сознании, которым на момент совершения таинства уже есть 7 полных лет и которые страдают телесной болезнью или душевной (непроходящим отчаянием, унынием, скорбью). К помазанию елеем не допускаются некрещёные, оглашенные, иноверцы и инославные, еретики, отступившие, отделённые, отлучённые, не раскаявшиеся и ожесточенные грешники.
Елеосвящение может совершаться как в храме, так и вне его (в лечебных учреждениях или дома). Елеосвящение может быть совершено последовательно над несколькими людьми. Елеосвящение можно совершать над одним человеком несколько раз.
По традиции, унаследованной из Византии, раз в год, в Великий четверг, в кафедральных соборах могло совершаться также елеосвящение над номинально здоровыми людьми, хотя помазание при этом совершалось не 7 раз, как в полном чине, а однократно. В России в настоящее время общее соборование совершается во многих храмах по крайней мере единожды во время Великого поста (изредка также во время остальных постов), без отличий с обычным чином елеосвящения.
Поскольку в греческих церквях исповедь принимают только заслуженные монашествующие священники (и, как правило, после продолжительной епитимии в монастыре), то верующим дозволяется приступать к причащению без исповеди. Поэтому для облегчения бремени грехов у греков может использоваться таинство елеосвящения, которое традиционно совершается накануне массового причащения в Великий четверг и в Великую субботу в качестве средства воссоединения с Православной церковью накануне Пасхи.
Кроме собственно исцеления от болезней, в таинстве елеосвящения у Бога испрашивается отпущение больному грехов, которые больной забыл (но не сознательно утаил) на исповеди. Прецеденты такого толкования прослеживаются со второй половины XIX века, но в те времена этот смысл не считался главным, таинство совершалось прежде всего во исцеление души и тела и было сопряжено с таинством Покаяния. В настоящее время в практике Русской православной церкви оно часто преподносится как избавление от забытых грехов, и такое толкование начинает доминировать над остальными. Протоиерей Вадим Леонов так оценил данное понимание елеосвящения: «Если в таинстве Елеосвящения отпущение грехов возможно без сознательных покаянных усилий со стороны человека, но лишь в силу того, что над ним прочитали молитвы и помазали святым маслом, то не только таинство Покаяния, но и в целом принцип покаяния как основа христианской духовной жизни ставится под большое сомнение. Зачем совершать этот тяжёлый внутренний труд, когда можно просто забыть свои грехи, а сделать это очень легко, прийти на Соборование, и тебе всё простится? Кроме того, указанное понимание Елеосвящения не прошло церковной рецепции».
В Русской православной церкви существует обычай совершения соборования умирающего человека, даже если он находится уже без сознания (когда уже невозможно его причастить), но только если он при жизни своей был активным прихожанином и сотрудником храма. После наступления смерти освящённым на этом соборовании елеем священник в конце отпевания крестообразно поливает накрытое саваном тело, незадолго до смерти соборованного почившего[уточнить].

## Православный обряд совершения елеосвящения
Елеосвящение совершается (согласно требнику) собором семи священников (отчего и называется также «соборованием»); но в случае необходимости может быть совершено и одним священником.
Чин елеосвящения состоит из:
- благословения,
- начала обычного,
- канона,
- ектений о болящем,
- освящения елея с иерейской молитвой,
- семикратного прочтения семи различных отрывков из Апостола,
- семикратного прочтения семи различных отрывков из Евангелия.

После каждого прочтения Апостола и Евангелия произносится ектения и читается тайносовершительная молитва с помазыванием больного елеем. После седьмого, последнего помазания священник кладёт больному Евангелие на голову и читает разрешительную молитву. В таинстве елеосвящения обычно используют елей, смешанный с вином.

## Католический обряд совершения елеосвящения
В Католической церкви таинство совершается одним или несколькими священниками и состоит из молитв над больным и помазания его лба и ладоней освящённым елеем. Во время помазания обязательно произносится тайносовершительная формула: «Через это святое помазание по благостному милосердию Своему да поможет тебе Господь по благодати Святого Духа. Аминь. И, избавив тебя от грехов, да спасет тебя и милостиво облегчит твои страдания. Аминь».
Согласно Катехизису:

Через священное Елеопомазание и молитву пресвитеров вся Церковь препоручает болящих Господу, страждущему и прославленному, чтобы Он облегчил их немощи и спас их; более того, она напутствует их, чтобы через свободное приобщение к Страстям и смерти Христа, они содействовали благу Народа Божия… Таинство Елеопомазания больных преподается лицам, опасно больным, посредством помазания их лба и ладоней соответственным образом освященным елеем — оливковым маслом или маслом других растений — и произнесения один раз слов: «Через это святое помазание по благостному милосердию Своему да поможет тебе Господь благодатью Святого Духа и, избавив тебя от грехов, да спасет тебя и милостиво облегчит твои страдания».
Катехизис особо подчёркивает, что «елеопомазание больных не есть только таинство умирающих». Но если таинство соборования действительно проводится над умирающим человеком, то вслед за ним обычно преподаётся причастие, которое называют виатикум (лат. viaticum) или последним напутствием.
По учению Католической церкви, это таинство сообщает особую благодать, даруя утешение и мужество, а также прощение грехов, если больной не смог исповедоваться.